# Ulithi

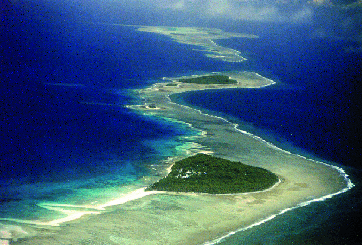
Ulithi

Ulithi is een atol in Micronesia, behorend bij de deelstaat Yap. Het is 8 km² groot en steekt nauwelijks boven de zeespiegel uit. De enige zoogdieren die er voorkomen zijn de geïntroduceerde rat Rattus tanezumi en de inheemse vleermuis Pteropus mariannus.